# Embolcall víric

Esquema d'un citomegalovirus.

Molts virus tenen una càpsula vírica o embolcall víric que en cobreix les càpsides proteiques. Aquesta coberta es compon habitualment de fragments de proteïnes i fosfolípids de la membrana cel·lular de l'hoste, però inclou algunes glicoproteïnes víriques. La funció primordial de la càpsula vírica és ajudar els virus a entrar a les cèl·lules hoste. Les glicoproteïnes de la superfície de la coberta serveixen per a identificar i unir-se als llocs receptors de la membrana de l'hoste. La càpsula vírica es fusiona després amb la membrana de l'hoste, cosa que permet a la càpsida i el genoma vírics entrin i infectin l'hoste.
Habitualment, la cèl·lula en què el virus es gemma, es carrega de més partícules víriques durant un llarg període. Interessantment, la bicapa lipídica d'aquests virus és relativament sensible a la dessecació, la calor i els detergents, de manera que són virus més fàcils d'eliminar que els no encapsulats – en altres paraules, no poden sobreviure fora del medi de l'hoste i han de transferir-se directament d'un hoste a un altre.